# Conquer (álbum)
Conquer  es el sexto álbum de estudio de la banda brasileña-estadounidense de groove metal Soulfly. Fue lanzado el 29 de julio de 2008 a través de Roadrunner Records y fue producido por Max Cavalera.
El álbum vendió más de 8.400 copias en los Estados Unidos durante la primera semana de su lanzamiento.

## Lista de canciones
Toda la música compuesta por Max Cavalera, excepto donde se indique. 
| Conquer |                                           |          |  |
| N.º     | Título                                    | Duración |  |
| 1.      | «Blood Fire War Hate» (con David Vincent) | 4:59     |  |
| 2.      | «Unleash» (con Dave Peters)               | 5:10     |  |
| 3.      | «Paranoia»                                | 5:31     |  |
| 4.      | «Warmageddon»                             | 5:22     |  |
| 5.      | «Enemy Ghost»                             | 3:02     |  |
| 6.      | «Rough»                                   | 3:27     |  |
| 7.      | «Fall of the Sycophants»                  | 5:09     |  |
| 8.      | «Doom»                                    | 4:58     |  |
| 9.      | «For Those About to Rot»                  | 6:47     |  |
| 10.     | «Touching the Void»                       | 7:25     |  |
| 11.     | «Soulfly VI» (Instrumental)               | 5:20     |  |

| Edición especial |                                                  |          |  |
| N.º              | Título                                           | Duración |  |
| 12.              | «Mypath»                                         | 4:43     |  |
| 13.              | «Sailin' On» (cover de Bad Brains)               | 4:41     |  |
| 14.              | «The Beautiful People» (cover de Marilyn Manson) | 4:23     |  |

| Bonus tracks (Edición iTunes) |                                                                  |          |  |
| N.º                           | Título                                                           | Duración |  |
| 12.                           | «Mypath»                                                         | 4:43     |  |
| 13.                           | «Sailin' On» (cover de Bad Brains)                               | 4:41     |  |
| 14.                           | «The Beautiful People» (cover de Marilyn Manson)                 | 4:23     |  |
| 15.                           | «Roots Bloody Roots» (cover de Sepultura; en vivo desde Polonia) | 3:24     |  |
| 16.                           | «Jumpdafuckup/Bring It» (en vivo desde Polonia)                  | 4:43     |  |

## Créditos
- Max Cavalera - Voz, guitarra
- Marc Rizzo - Guitarra
- Bobby Burns - Bajo
- Joe Nunez - Batería